# Gomméville
 Gomméville  là một xã ở tỉnh Côte-d’Or trong vùng Bourgogne-Franche-Comté, phía đông nước Pháp. Xã Gomméville nằm ở khu vực có độ cao trung bình 193 mét trên mực nước biển.